# The Joint

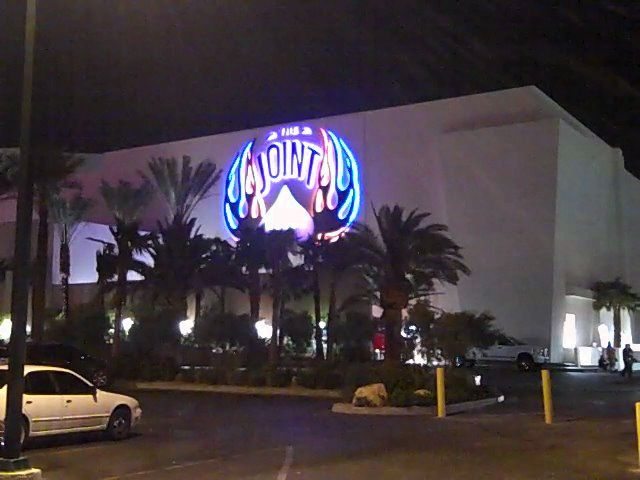
Vista esterna del Joint

The Joint è il nome di un'arena da concerti di 4.000 posti situata all'interno dell'Hard Rock Hotel & Casino di Paradise, Nevada.
L'arena è stata inaugurata nel 1995 e prevedeva inizialmente una capienza tra le 1.500 e le 2.000 persone. I Mötley Crüe sono stati gli ultimi artisti ad essersi esibiti nella vecchia struttura del Joint, il 7 febbraio 2009. Il nuovo Joint è stato inaugurato il 17 aprile 2009, con una capienza raddoppiata e con un concerto degli Avenged Sevenfold.
L'arena ha ospitato anche diverse registrazioni dello show Impact! organizzato dalla TNA Wrestling.

## Registrazioni dal vivo
Al Joint sono stati registrati diversi album dal vivo:

### Vecchia struttura
- Live from Sydney to Vegas - The Black Eyed Peas[7]
- Live At The Joint, Las Vegas - 03/03/2006 - The Cult[8]
- Aerosmith: Rockin' the Joint - Live - Aerosmith[9]

### Nuova struttura
- Viva! Hysteria - Def Leppard
- Appetite for Democracy 3D - Guns N' Roses